# Conopeum chesapeakensis
Conopeum chesapeakensis is een mosdiertjessoort uit de familie van de Electridae. De wetenschappelijke naam van de soort werd in 1995 als Membranipora chesapeakensis voor het eerst geldig gepubliceerd door Banta, Perez & Santagata.

## Verspreiding
Conopeum chesapeakensis is geelbruin, rechtopstaand en vertakkend mosdiertjessoort. Het werd voor het eerst beschreven in 1995 vanaf de Rhode River in de Chesapeake Bay, Maryland. Geïntroduceerde populaties werden gevonden in de Baai van San Francisco, Californië, die grote delen van de rompen van twee verouderde vrachtschepen van de Amerikaanse Ready Reserve Fleet bedekken. Deze schepen werden 5.000 zeemijl door het Panamakanaal gesleept voor ontmanteling in Texas en C. chesapeakensis overleefde de reis en bleef in leven. Het is bekend van zeegrasvelden, oesterbanken, palen en scheepsrompen en komt het meest voor in brakke wateren.